# LiveLib.ru
LiveLib.ru je sociální síť pro čtenáře knih, ruská obdoba české Databáze knih. Byla založena v roce 2007. Obsahuje databázi oficiálně vydaných knih a eknih v ruštině, či případně i v jiném jazyce, vydaných ruským nakladatelstvím na území Ruska. Podrobně jsou zpracovány informace nejen o knihách, ale i o autorech. Databáze se zaměřuje na hodnocení a komentáře knih.

## Vyznamenání
- 2011 Cena Runetu[1][2]